# Piccolo dodecaemicosaedro
In geometria, un piccolo dodecaemicosaedro è un poliedro stellato uniforme, e in particolare un emipoliedro, avente 22 facce - 12 pentagramma e 10 esagonali - 60 spigoli e 30 vertici.

## Proprietà
La figura al vertice di questo poliedro, che viene spesso indicato con il simbolo U62, ha la forma di un quadrilatero incrociato.

Utilizzando la notazione di Wythoff, il grande dodecaemicosaedro può essere indicato come "5/3 5/2 | 3".
Come detto, il piccolo dodecaemicosaedro appartiene all'insieme degli emipoliedri, ossia poliedri stellati uniformi aventi alcune delle facce passanti per il proprio centro e così chiamati perché in essi tali facce formano un gruppo contenente la metà degli stessi elementi presenti in un poliedro regolare e disposti come in esso, da cui il prefisso "emi-". In particolare, nel piccolo dodecaemicosaedro tale gruppo è formato dalle sue dieci facce esagonali, tutte passanti per il suo centro.

## Poliedri correlati
Il piccolo dodecaemicosaedro, il cui inviluppo convesso è un icosidodecaedro, ha gli stessi vertici e gli stessi spigoli di un dodecadodecaedro, con cui ha in comune anche la disposizione delle facce a forma di pentagramma, e di un grande dodecaemicosaedro,  con cui ha in comune anche la disposizione delle facce esagonali.
| Dodecadodecaedro | Piccolo dodecaemicosaedro | Grande dodecaemicosaedro |
| Icosidodecaedro  |                           |                          |

### Piccolo dodecaemicosacrono
Il piccolo dodecaemicosacrono è il duale del piccolo dodecaemicosaedro, nonché uno dei nove emipoliedri duali esistenti.
Poiché gli emipoliedri hanno facce passanti per il loro centro, i loro duali hanno vertici posti all'infinito, e più precisamente all'infinito sul piano proiettivo reale. Nella sua opera "Dual Models", Magnus Wenninger rappresenta tali figure come prismi intersecanti, ognuno dei quali si estende all'infinito verso il vertice stesso, così da mantenere la simmetria. Nella comune rappresentazione i prismi costituenti il modello vengono per comodità tagliati a un certo punto della loro altezza. Wenninger ha suggerito di inserire queste nuove figure in una nuova classe di solidi generati per stellazione, chiamati "stellazioni all'infinito". Tuttavia egli ha anche affermato che, strettamente parlando, tali figure non sarebbero in effetti poliedri poiché la loro costruzione non risulta conforme alle comuni definizioni.
Topologicamente, si considera che il piccolo dodecaemicosacrono, che visivamente appare identico al grande dodecaemicosacrono, contenga 22 vertici, dieci dei quali sono considerati all'infinito (sul piano proiettivo reale all'infinito) e corrispondono direzionalmente ai sei vertici di un emicosaedro, un poliedro astratto.